# Chacoaardkruiper
De Chacoaardkruiper (Tarphonomus certhioides; synoniem: Upucerthia certhioides) is een zangvogel uit de familie Furnariidae (ovenvogels).

## Verspreiding en leefgebied
Deze soort komt voor in het zuidelijke deel van centraal Zuid-Amerika en telt drie ondersoorten:
- T. c. luscinius: westelijk Argentinië.
- T. c. estebani: het zuidelijke deel van centraal Bolivia, noordelijk Argentinië en westelijk Paraguay.
- T. c. certhioides: noordoostelijk Argentinië.

## Status
De grootte van de populatie is niet gekwantificeerd maar de soort wordt omschreven als vrij algemeen. Op de Rode lijst van de IUCN heeft deze soort de status niet bedreigd.